# 日向勝

中间是林胜，右边是济南军区炮兵副司令员王大田，摄于1950年

日向 勝（日語：ひゅうが まさる）為日本及中華人民共和國軍人。在中国人民解放軍中以林勝之名自稱。日本愛知縣人。

## 經歷
1942年、豐橋陸軍預備士官學校畢業（砲兵科）。配屬第34師團。1943年、任官少尉、擔任警備小隊長。終戰後參加八路军。1946年2月、在淮海新四军砲兵部隊擔任主管教育的負責人。因八路軍沒有砲兵部隊、所以召集一定文化水平的官兵進行砲兵教育基礎訓練。1946年7月、任新四軍砲兵部隊作戰參謀。1948年1月、轉屬二九軍。參加徐蚌會戰。1949年9月、任二九軍砲兵團第一營隊長（大隊長）、參加渡江战役。擔任過第3野戰軍砲兵連隊作戰參謀及大隊長、砲兵學校教育科長等職。1951年、再任砲兵學校教育科長。同年、與在第4野戰軍醫療部隊擔任護理人員的日本女性結婚。最終的職務達到團級的位階。1958年回到日本。歸國後擔任「日中旅行會社」關西支社長代理等職。